# Třebohostice
Třebohostice falu és önkormányzat (obec) Csehország Dél-csehországi kerületének Strakonicei járásában. Területe 9,75 km², lakosainak száma 305 (2008. 12. 31). A falu Strakonicétől mintegy 9 km-re északnyugatra, České Budějovicétől 61 km-re északnyugatra, és Prágától 94 km-re délnyugatra fekszik.
A település első írásos említése 1357-ből származik.

## Az önkormányzathoz tartozó települések
- Třebohostice
- Zadní Zborovice

## Nevezetességek
- Kápolna.
- Szent Ludmilla templom Zadní Zborovicében

## Népesség
A település népessége az elmúlt években az alábbi módon változott:
| Lakosok száma | 652  | 600  | 609  | 434  | 311  | 285  | 306  | 319  | 317  | 306  |
|               | 1869 | 1890 | 1921 | 1950 | 1980 | 2001 | 2017 | 2019 | 2022 | 2024 |